# أنانتناج
انانتناج رمزها «AN» (بالإنجليزية: Anantnag) ، هو تقسيم إداري لدولة الهند تتبع ولاية جامو وكشمير (بالإنجليزية: Jammu  and  Kashmir) ، مركزها هو مدينة انانتناج (بالإنجليزية: Anantnag) عدد سكانها حسب تعداد سنة 2001 هو 734,549 ، مساحتها 1,069,749 كم² وكثافة السكان 2853 لكل كم² .

## المناخ
يظهر الجدول التالي التغييرات المناخية على مدار السنة لأنانتناج:
| البيانات المناخية لـأنانتناج       | البيانات المناخية لـأنانتناج | البيانات المناخية لـأنانتناج | البيانات المناخية لـأنانتناج | البيانات المناخية لـأنانتناج | البيانات المناخية لـأنانتناج | البيانات المناخية لـأنانتناج | البيانات المناخية لـأنانتناج | البيانات المناخية لـأنانتناج | البيانات المناخية لـأنانتناج | البيانات المناخية لـأنانتناج | البيانات المناخية لـأنانتناج | البيانات المناخية لـأنانتناج | البيانات المناخية لـأنانتناج |
| الشهر                              | يناير                        | فبراير                       | مارس                         | أبريل                        | مايو                         | يونيو                        | يوليو                        | أغسطس                        | سبتمبر                       | أكتوبر                       | نوفمبر                       | ديسمبر                       | المعدل السنوي                |
| ---------------------------------- | ---------------------------- | ---------------------------- | ---------------------------- | ---------------------------- | ---------------------------- | ---------------------------- | ---------------------------- | ---------------------------- | ---------------------------- | ---------------------------- | ---------------------------- | ---------------------------- | ---------------------------- |
| متوسط درجة الحرارة الكبرى °م (°ف)  | 7.3 (45.1)                   | 8.4 (47.1)                   | 14.0 (57.2)                  | 20.5 (68.9)                  | 24.5 (76.1)                  | 29.6 (85.3)                  | 30.2 (86.4)                  | 29.8 (85.6)                  | 27.3 (81.1)                  | 22.2 (72.0)                  | 15.1 (59.2)                  | 8.2 (46.8)                   | 19.7 (67.5)                  |
| متوسط درجة الحرارة الصغرى °م (°ف)  | −2.1 (28.4)                  | −0.9 (30.4)                  | 3.4 (38.1)                   | 7.9 (46.2)                   | 10.9 (51.6)                  | 14.8 (58.6)                  | 18.3 (64.9)                  | 17.2 (63.0)                  | 12.1 (53.8)                  | 5.8 (42.4)                   | −0.1 (31.8)                  | −1.4 (29.5)                  | 7.3 (45.1)                   |
| الهطول مم (إنش)                    | 47 (1.9)                     | 69 (2.7)                     | 122 (4.8)                    | 88 (3.5)                     | 67 (2.6)                     | 36 (1.4)                     | 61 (2.4)                     | 77 (3.0)                     | 31 (1.2)                     | 33 (1.3)                     | 32 (1.3)                     | 54 (2.1)                     | 717 (28.2)                   |
| متوسط أيام هطول الأمطار (≥ 1.0 mm) | 7.0                          | 8.3                          | 11.1                         | 8.2                          | 8.2                          | 5.9                          | 7.7                          | 6.6                          | 3.5                          | 3.1                          | 3.0                          | 5.9                          | 78.5                         |
| المصدر: HKO                        |                              |                              |                              |                              |                              |                              |                              |                              |                              |                              |                              |                              |                              |